# Савва (Михеев)
Митрополит Са́вва (в миру Алекса́ндр Евге́ньевич Михе́ев; род. 10 мая 1980, Пермь) — архиерей Русской православной церкви, митрополит Вологодский и Кирилловский.
С 26 февраля по 29 октября 2019 года Управляющий делами Московской патриархии и постоянный член Священного синода. Доктор церковной истории (2014).

## Биография
Родился 10 мая 1980 года в Перми в семье рабочих. В раннем возрасте переехал вместе с родителями в город Касимов. 19 мая 1986 года крещён священником Сергием Серебряковым в храме святителя Николая, архиепископа Мирликийского, в Касимове Рязанской епархии.
В 1987—1997 годах обучался в средней школе. Сразу же по её окончании поступил на 1-й курс Московской духовной семинарии.
28 декабря 2000 года во время обучения на 4-м курсе семинарии ректор Московской духовной академии архиепископ Верейский Евгений (Решетников) совершил над ним хиротесию во чтеца.
В 2001 году по окончании МДС был направлен в распоряжение митрополита Рязанского и Касимовского Симона (Новикова), который назначил его преподавателем литургики и гомилетики в Рязанское духовное училище и одновременно своим секретарём-референтом.

### Священническое служение
27 ноября 2001 года в храме Апостола и Евангелиста Иоанна Богослова при Рязанском духовном училище митрополитом Рязанским и Касимовским Симоном пострижен в мантию с именем Савва в честь преподобного Саввы Освященного. 2 декабря 2001 года митрополитом Симоном рукоположён во иеродиакона, а 4 декабря ― во иеромонаха и назначен старшим помощником проректора по воспитательной работе.
21 мая 2002 года к празднику апостола и евангелиста Иоанна Богослова награждён набедренником.
В 2002 году поступил на 1-й курс заочного обучения Московской духовной академии.
17 октября 2002 года назначен проректором по учебной работе Рязанского духовного училища.
27 апреля 2003 года к празднику Пасхи награждён наперсным крестом.
9 декабря 2003 года зачислен на 2-й курс теологического отделения Рязанского государственного педагогического университета и назначен преподавателем догматического богословия на теологическом отделении.
15 марта 2005 года архиепископом Рязанским и Касимовским Павлом (Пономарёвым) почислен за штат с правом перехода в другую епархию, согласно поданному прошению. По собственному признанию: «Получилось так, что вскоре рядом с ним не оказалось келейников, а хлопотали лишь одни женщины — матушки Леонида и Анна. Владыка попросил меня приехать — и я приехал и остался».
15 апреля 2005 года архиепископом Ярославским и Ростовским Кириллом (Наконечным) принят в клир Ярославской епархии. Нёс послушание келейника пребывавшего на покое митрополита Симона (Новикова), одновременно исполняя различные епархиальные послушания: секретаря архиепископа Ярославского и Ростовского Кирилла, казначея и благочинного Николо-Бабаевского мужского монастыря.
22 февраля 2007 года назначен помощником проректора по воспитательной работе Ярославской духовной семинарии.
14 июня 2007 года окончил Московскую духовную академию со степенью кандидата богословия за сочинение на тему «Спасо-Яковлевский Димитриев монастырь Ярославской епархии (история, архитектура, святыни)». 12 февраля 2008 года окончил Рязанский государственный университет по специальности «Теология». 18 марта 2008 года назначен на должность проректора по учебной и воспитательной работе Ярославской духовной семинарии.
19 апреля 2009 года возведён в сан игумена. 29 апреля 2009 года назначен помощником благочинного Ростовского благочиния и настоятелем Вознесенско-Благовещенского храма Ярославля. 14 июля 2009 года назначен благочинным Спасо-Яковлевского Димитриева мужского монастыря.
10 октября 2009 года назначен наместником Спасо-Яковлевского Димитриева монастыря.
12 октября 2009 года по благословению архиепископа Ярославского Кирилла поступил в общецерковную докторантуру.
В рамках обучения в общецерковной аспирантуре и докторантуре был направлен в Колледж Святой Клары Оксфордского университета, где изучал английский язык. По собственному признанию: «Это был очень ценный опыт для меня, я смог отойти на это время от административной работы и заняться своим образованием»
1 июля 2010 года назначен первым проректором Ярославской духовной семинарии.
10 ноября 2010 года назначен благочинным храмов Гаврилов-Ямского благочиния.
22 марта 2011 года решением Священного синода Русской православной церкви назначен наместником Новоспасского ставропигиального мужского монастыря Москвы.

### Архиерейство
30 мая 2011 года решением Священного синода избран епископом Воскресенским, викарием Московской епархии. 28 июня в Успенском соборе Московского Кремля патриархом Кириллом возведён в сан архимандрита. 10 июля за Всенощным бдением в храме Владимирского скита Валаамского монастыря состоялось наречение архимандрита Саввы во епископа Воскресенского, викария Московской епархии. 11 июля хиротонисан во епископа Воскресенского, викария Московской епархии. Хиротонию совершили патриарх Московский и всея Руси Кирилл, митрополит Крутицкий и Коломенский Ювеналий, митрополит Саранский и Мордовский Варсонофий, архиепископ Петрозаводский и Карельский Мануил (Павлов), архиепископ Рязанский и Касимовский Павел (Пономарёв), архиепископ Верейский Евгений (Решетников), архиепископ Ярославский и Ростовский Кирилл (Наконечный), архиепископ Сергиево-Посадский Феогност (Гузиков), епископ Троицкий Панкратий (Жердев), епископ Солнечногорский Сергий (Чашин), епископ Рыбинский Вениамин (Лихоманов).
31 декабря 2011 года распоряжением патриарха Кирилла преосвященному Савве поручено управление Юго-Восточным викариатством (в границах Юго-восточного административного округа Москвы) и Викариатством в пределах новых территорий, включённых в административные границы Москвы.
19 марта 2014 года решением Священного синода назначен первым заместителем управляющего делами Московской патриархии.
12 сентября 2014 года в общецерковной аспирантуре и докторантуре защитил докторскую диссертацию «Авраамиев Богоявленский монастырь города Ростова Великого — архитектура в её церковно-историческом развитии» на соискание учёной степени доктора церковной истории. 21 ноября после литургии в Архангельском соборе Московского Кремля патриарх Кирилл возложил на епископа Савву докторский крест.
15 июля 2015 года решением Священного синода назначен председателем созданной тогда же общецерковной комиссии по церковному искусству, архитектуре и реставрации. Занимал эту должность до 16 апреля 2016 года, когда данная комиссия была упразднена.
6 апреля 2016 года избран членом президиума и заместителем главы Всемирного русского народного собора.
1 февраля 2017 года решением Священного синода включён в состав организационного комитета по реализации программы общецерковных мероприятий к 100-летию начала эпохи гонений на Русскую православную церковь.
14 июля 2018 года решением Священного синода назначен епископом Тверским и Кашинским, главой Тверской митрополии с сохранением должности первого заместителя управляющего делами Московской патриархии и освобождением от должности наместника Новоспасского ставропигиального монастыря. 18 июля в Успенском соборе Троице-Сергиевой лавре патриархом Кириллом возведён в сан митрополита. 
12 октября 2018 года встретился с Преображенским братством, чтобы обсудить деяния Поместного собора 1918 года, а также взаимодействие Церкви и активных мирян, и выразил готовность встречаться с тверской интеллигенцией раз в месяц для обсуждения вопросов церковной истории, богословия и актуальных морально-этических проблем.
26 февраля 2019 года решением Священного синода назначен управляющим делами Московской патриархии, в связи с чем по должности стал постоянным членом Священного синода.
«Новый митрополит начал непривычный для тверских верующих диалог с паствой. Прежний митрополит Виктор за активность в соцсетях мог отправить священника служить туда, где нет никакого интернета. Владыка Савва, напротив, вошёл в контакт со священниками „из фейсбука и ютуба“ и делать на них ставку во взаимодействии с обществом. Серьёзным нововведением стали встречи митрополита с прихожанами, на которые могли прийти все желающие и задать любые вопросы».
23 марта 2019 года совершил в домовом храме в честь иконы Божией Матери «Всех Скорбящих Радость» при Аваевской больнице Твери архиерейскую литургию на «церковно-русском языке» вместо принятого в Русской православной церкви церковнославянского, признавшись после службы, что сам впервые прочитал литургию на русском языке. Несмотря на то, что он великолепно знает и любит богослужение на церковнославянском, «открыл для себя новые смыслы». Событие вызвало неоднозначную реакцию церковной общественности — от одобрения до осуждения и всколыхнуло споры о целесообразности совершения богослужений на русском языке.
9 июля того же года решением Священного синода назначен также секретарём Межсоборного присутствия.
Подал прошение об отставке с поста управляющего делами Московской патриархии, ссылаясь на «большой объём работ и поставленных передо мной задач по епархиальному управлению Тверской епархией, по известным Вам причинам находящейся сейчас в сложном духовном и материальном положении. Совмещение обязанностей мешает полноценному исполнению возложенных на меня Священноначалием обязанностей по руководству Управлением делами Московской Патриархии». 29 октября 2019 года решением Священного синода освобождён от должности управляющего делами Московской патриархии. Как отмечала «Независимая газета», «в истории РПЦ это самый короткий срок пребывания на административном посту. Рекорд поставил и сам Синод. Только в октябре епископы собирались трижды, а начиная с января это было девятое заседание. Обычно главный орган церковного управления собирается не чаще чем 4-5 раз в год». 26 декабря того же года освобождён от должности секретаря Межсоборного присутствия.
25 августа 2020 года решением Священного синода Русской православной церкви назначен Преосвященным Вологодским и Кирилловским, главой Вологодской митрополии. 28 августа совершил Божественную литургию в вологодском Успенском Софийском кафедральном соборе, которая для него стала первой на новой кафедре. Ему сослужил его предшественник по кафедре митрополит Саратовский и Вольский Игнатий (Депутатов), для которого эта литургия стала, напротив, прощальной.
29 декабря 2020 года решением Священного синода утверждён священноархимандритом Спасо-Прилуцкого Димитриева монастыря и Кирилло-Белозерского монастыря.

## Публикации
- Спасо-Яковлевский Димитриев монастырь Ярославской епархии (история, архитектура, святыни)
- Авраамиев Богоявленский монастырь в Ростове Великом. — М.: Издательство Новоспасского монастыря, 2014. — 304 с. — (Материалы по истории Церкви).
- Авраамиев Богоявленский монастырь в Ростове Великом: архитектура в ее культурно-художественном развитии // doctorantura.ru, 2014

статьи
- Новый учебный год в РПДУ // Рязанский Церковный Вестник. Рязань: Историко-архивный отдел Рязанской епархии — 2002. — № 9. — С. 18-19
- Заседание педагогического совета Рязанского Православного духовного училища // Рязанский Церковный Вестник. — Рязань: Историко-архивный отдел Рязанской епархии. 2003 — № 7. — С. 11-12
- Заседание педагогического совета Рязанского Православного духовного училища // Рязанский Церковный Вестник. — Рязань : Историко-архивный отдел Рязанской епархии. 2003 — № 9 — С. 9-14
- Заседание педагогического совета РПДУ // Рязанский Церковный Вестник. — Рязань: Историко-архивный отдел Рязанской епархии. 2004 — № 6 — С. 51-52
- Старец-архиерей // Русский инок: журнал. 2008. — сентябрь. — С. 41-44
- Пример святого благоверного князя Василька // Ростовский вестник. — 2009, 13 марта. [«Возрождение», № 11]
- Преподобный Авраамий, архимандрит Ростовский: к вопросу о времени // Церковно-исторический вестник. — М. : Общество любителей церковной истории. 2010 — № 16-17. — С. 43-46
- Монастырские летописные хроники XIX столетия // Ярославский педагогический вестник. 2011 — № 2, — том 1, — С. 17-22 (в соавторстве с А. Е. Виденеевой)
- К вопросу о возможных прототипах Богоявленского собора Ростовского Авраамиева монастыря // Вестник Орловского государственного университета. — Орел, 2011. — № 6 (20). — С. 201—203.
- Архитектура Богоявленского собора Авраамиева монастыря в контексте художественно-символической программы эпохи Ивана Грозного // Ученые записки Орловского государственного университета. Серия: Гуманитарные и социальные науки. 2011 — № 6 — C. 298—303.
- Никольский надвратный храм Ростовского Авраамиева монастыря и надвратные храмы Древней Руси // Церковь и время: научно-богословский и церковно-общественный журнал: Отдел внешних церковных связей Московского Патриархата. — ISSN 22218181. 2014. LXIX N 4 (69). — Октябрь-Декабрь 2014 — С. 117—127.
- Колокольня в структуре архитектурного ансамбл Ростовского Авраамиева монастыря // Вестник ПСТГУ. Серия V. Вопросы истории и теории христианского искусства. 2012. — Вып. 3 (9). — С. 106—111.
- Введенская церковь ростовского Авраамиева монастыря и трапезные храмы русских монастырей XVI—XVII вв. // Вестник ПСТГУ. Серия 5: Вопросы истории и теории христианского искусства. 2012. Вып. 1 (7). — C. 112—118
- Епископ Воскресенский Савва: Оживление приходской деятельности невозможно без участия народа Божия ― членов прихода // prichod.ru, 18 апреля 2013
- Непрерывность соборности: Поместный Собор 1917—1918 гг. в истории и современной жизни Русской Церкви // patriarchia.ru, 10 июня 2015
- Братия Московского Новоспасского монастыря в 1914 году // Государство, общество, церковь в истории России XX—XXI веков. Материалы XIV Международной научной конференции. Часть 1. Иваново, 2015. — С. 73-79. Епископ Савва (Михеев), А. Е. Виденеева.
- О завещании новоспасского архимандрита Аполлоса 1854 года // Актуальные вопросы общественных наук: социология, политология, философия, история: сб. ст. по матер. LVIII междунар. науч.-практ. конф. — Новосибирск: СибАК, 2016. — № 2 (54). — С. 10—15. (в соавторстве с А. Е. Виденеевой)
- К истории возобновления храма прп. Саввы Освященного Московского Новоспасского монастыря в середине XIX столетия // Эпоха князя Владимира и развитие Российской государственности: материалы всероссийской научно-практической конференции. Ярославль, 2016. — С. 266—281. (в соавторстве с А. Е. Виденеевой)
- О хронологии царских и патриарших посещений Новоспасского монастыря в первой половине XVII столетия // Сборник тезисов XXXV Международной конференции, посвященной проблемам общественных наук. М., 2015. — С. 5-8 (в соавторстве с А. Е. Виденеевой).
- Митрополит Савва (Михеев): Патриарх Филарет и Новоспасский монастырь // tvereparhia.ru, 4 февраля 2019

интервью:
- Савва (Михеев), игумен. Вся жизнь — служение Церкви [беседа с протоиереем Борисом Сабининым] // Ярославские епархиальные ведомости. — 2008, декабрь. — С. 33—35.
- «Моно — значит один» Интервью епископа Саввы журналу «Наследник». 2012. — № 45.
- Епископ Воскресенский Савва: Публикация документов Поместного Собора 1917-18 годов — жизненно важная задача // patriarchia.ru, 14 июня 2012
- Епископ Воскресенский Савва: Есть у христиан самый надежный способ защиты // pravmir.ru, 7 сентября 2012
- Епископ Воскресенский Савва: Возвращение к святоотеческой традиции — будущее современных монастырей // patriarchia.ru, 30 января 2013
- Епископ Воскресенский Савва: Учеба — это некая отдушина для священнослужителя, будь то пресвитер или архиерей // patriarchia.ru, 28 марта 2013
- Епископ Савва: Со дня пострига я ни разу не пожалел, что стал монахом // сайт Московской духовной академии, 7 октября 2013
- Единственное, что может нас объединить ― Православие // Православие и современность, Саратов, 2014. — № 29 (45)
- Епископ Воскресенский Савва: Храм — это не только место, где мы возносим молитвы, это и школа, где мы должны учиться // patriarchia.ru, 19 сентября 2014
- Новые храмы в Новой Москве. Беседа с епископом Воскресенским Саввой // patriarchia.ru, 25 октября 2014 года
- Светлый вечер с епископом Воскресенским Саввой (эфир от 11.02.2015) // Радио «Вера», 11 февраля 2015
- Старец-архиерей // Газета «Благовест», 2 сентября 2016
- Светлый вечер с митр. Тверским и Кашинским Саввой (12.10.2018) // Радио «Вера», 12 октября 2018
- «Церковь — это люди». Митрополит Савва — о служении и тверской земле // «Аргументы и факты — Тверь», 24 октября 2018
- На вопросы радиослушателей отвечает Митрополит Тверской и Кашинскй Савва (Михеев) // «Радонеж», 02.10.2018